# Acantheremus arboreus
Acantheremus arboreus är en insektsart som beskrevs av Nickle 2001. Acantheremus arboreus ingår i släktet Acantheremus och familjen vårtbitare. Inga underarter finns listade i Catalogue of Life.